# Supercoppa spagnola 2007 (pallavolo femminile)
La Supercoppa spagnola 2007 si è svolta dal 6 al 7 ottobre 2007: al torneo hanno partecipato quattro squadre di club spagnole e la vittoria finale è andata per la seconda volta consecutiva al CAV Murcia.

## Regolamento
Le squadre hanno disputato semifinali e finale.

## Squadre partecipanti[2]
| Squadra    | Qualificazione                                      | Ultima partecipazione    |
| ---------- | --------------------------------------------------- | ------------------------ |
| Aguere     | Finalista Coppa della Regina 2006-07                | Debutto                  |
| Benidorm   | Organizzatore                                       | Debutto                  |
| CAV Murcia | Vincitrice SFV 2006-07 e Coppa della Regina 2006-07 | Supercoppa spagnola 2006 |
| Tenerife   | Finalista SFV 2006-07                               | Supercoppa spagnola 2006 |

## Torneo

### Tabellone
|  | Semifinali | Semifinali |  |          | Finale     | Finale |
|  |            |            |  |          |            |        |
|  | Aguere     | 2          |  |          |            |        |
|  | Aguere     | 2          |  |          |            |        |
|  | Tenerife   | 3          |  |          |            |        |
|  | Tenerife   | 3          |  | Tenerife | 1          |        |
|  |            |            |  | Tenerife | 1          |        |
|  |            |            |  |          | CAV Murcia | 3      |
|  | Benidorm   | 0          |  |          | CAV Murcia | 3      |
|  | Benidorm   | 0          |  |          |            |        |
|  | CAV Murcia | 3          |  |          |            |        |
|  | CAV Murcia | 3          |  |          |            |        |

## Risultati

### Semifinali
| 6 ottobre 2007 Palau L'Illa de Benidorm, Benidorm Durata: 1h:57 - Spettatori: ? | Aguere   | 2 - 3 | Tenerife   | 23-25, 16-25, 25-22, 25-22, 9-15 |
| 6 ottobre 2007 Palau L'Illa de Benidorm, Benidorm Durata: 1h:18 - Spettatori: ? | Benidorm | 0 - 3 | CAV Murcia | 22-25, 21-25, 22-25              |

### Finale
| 7 ottobre 2007 Palau L'Illa de Benidorm, Benidorm Durata: 1h:43 - Spettatori: 500 | Tenerife | 1 - 3 | CAV Murcia | 25-19, 20-25, 25-18, 25-23 |